# Prosipho iodes
Prosipho iodes is een slakkensoort uit de familie van de Buccinidae. De wetenschappelijke naam van de soort is voor het eerst geldig gepubliceerd in 1984 door Oliver & Picken.